# 金昕
金昕（803年—849年），新罗官员，字泰，太宗王金春秋九世孫。曾祖金周元伊湌，祖金宗基蘇判，父亲金璋如，官至侍中波珍湌。金陽的從父兄。
金昕自幼而聰悟，好學問。長慶二年（822年），憲德王將派遣人入唐朝，難以决断，有人推薦金昕是太宗之裔，精神秀朗，器宇轩昂，可以當選。于是令他入唐朝宿衛。一年多后請還，唐穆宗皇帝下詔授金紫光祿大夫試太常卿。回国后，國王以他不辱命，擢授南原太守，官至康州大都督，加伊湌兼相國。開成四年（839年）閏正月，爲大將軍，領軍十萬，於大丘抵御淸海兵，战敗。自以为敗軍，又不能死战，不再为官。入小白山，穿葛衣吃蔬菜，與僧人同遊。大中三年（849年）八月二十七日，在山齋得病去世，享年四十七歲，同年九月十日，葬在奈靈郡南原。没有嗣子，夫人主持喪事，後爲比丘尼。